# Licuala spectabilis
Licuala spectabilis är en enhjärtbladig växtart som beskrevs av Friedrich Anton Wilhelm Miquel. Licuala spectabilis ingår i släktet Licuala och familjen Arecaceae.
Artens utbredningsområde är Java. Inga underarter finns listade i Catalogue of Life.